# افرای ژاپنی کرک‌دار
ایسر جاپنیکام (نام علمی: Acer japonicum) نام یک گونه از سرده افرا است.